# Tarcísio & Glória
Tarcísio & Glória é uma série de televisão brasileira produzida pela TV Globo e exibida de 28 de abril até 1.º de dezembro de 1988, protagonizada pelos atores Tarcísio Meira e Glória Menezes, também responsáveis pela produção da série.
Criada por Daniel Filho, Antônio Calmon e Euclydes Marinho, contou com a direção de Roberto Talma e José Carlos Pieri, e produção executiva de Eduardo Figueira.
Os elementos de humor de Tarcísio & Glória baseavam-se no confronto entre dois mundos: as trapalhadas de Bruno (o humano) e o espanto de Ava (a extra-terrestre). Em tom de comédia, o programa discutia temas como a corrupção e feminismo.

## Enredo
Bruno Lazzarini (Tarcísio Meira) é um rico empresário dono de uma firma de importações e exportações em São Paulo. Corrupto e mulherengo, ele vive aplicando golpes contra o mercado financeiro com a ajuda de amigos em Brasília, sendo o principal deles um político identificado apenas como "Deputado" (Lutero Luiz), além de se envolver em diversos casos amorosos. Em sua mansão, Bruno vive auxiliado pelo seu fiel escudeiro Osmar (Ricardo Blat), pela governanta dona Neném (Zilka Salaberry) e por sua afilhada Mariana (Natália Lage). Ele também é pai de Giulia (Sandra Annenberg), fruto de seu relacionamento com sua falecida esposa Helena, e vive às turras com o seu sogro Olavo (Mário Lago).
A alienígena Ava Becker (Glória Menezes) é uma cientista do planeta Aurora, lugar onde só existem mulheres, dependentes de sêmen congelado para se reproduzirem, depois que os homens que lá existiam se mataram durante as "olimpíadas de guerra". A cientista, que é especialista em genética, é deixada na Terra por Ylla (Ida Gomes) durante 13 luas para estudar a possibilidade de usar homens para perpetuar sua espécie. A trama começa quando um disco voador deixa Ava em frente ao carro de Bruno, que dirigia em uma estrada deserta, voltando de uma festa, e ouvia a música "Strangers in the Night". Ele fica assustado com o ocorrido, mas acaba acolhendo a cientista em sua casa. A partir daí, os dois tentam conviver com suas diferenças e acabam se envolvendo.

## Elenco e personagens
- Bruno Lazzarini (Tarcisio Meira) - empresário corrupto e mulherengo, vive de pequenos golpes. Até que se envolve com Ava, após a mesma ficar em frente ao seu carro, ao voltar de suas farras;
- Ava Becker (Glória Menezes) - alienígena cientista do planeta Aurora que deseja ver como os terráqueos se reproduzem, vem à Terra para estudar a possibilidade de usar homens para perpetuar sua espécie. Ao chegar a Terra é acolhida por Bruno;
- Giulia Lazzarini (Sandra Annenberg) - filha de Bruno;
- Osmar Silvestrini (Ricardo Blat) - fiel assessor de Bruno, filho de dona Neném e tio de Mariana;
- Dona Neném Silvestrini (Zilka Salaberry) - governanta da mansão de Bruno, mãe de Osmar e avó de Mariana;
- Mariana Silvestrini (Natalia Lage) - afilhada de Bruno, neta de dona Neném e sobrinha de Osmar;
- Olavo (Mário Lago) - sogro de Bruno e avô de Giulia;
- Deputado (Lutero Luiz) - político com quem Bruno tratava de negócios;
- Ylla (Ida Gomes) - a líder do planeta Aurora, com quem Ava podia se comunicar através de telepatia;
- Bob (Renato Coutinho) - empresário amigo de Bruno que vive viajando pelo exterior.

## Episódios
| # | Título                        | Direção                           | Roteiro                                              | Exibição original      |
| --- | ----------------------------- | --------------------------------- | ---------------------------------------------------- | ---------------------- |
| 1 | "Uma mulher do outro mundo"   | Roberto Talma e José Carlos Pieri | Antônio Calmon e Euclydes Marinho                    | 28 de abril de 1988    |
| Participações especiais: Marieta Severo como Carmem Oswald, Nelson Dantas como o homem que dá um calmante a Carmem, Denise Bandeira como Keyla |                               |                                   |                                                      |                        |
| 2 | "Quase ministro"              | José Carlos Pieri                 | José Antônio de Souza                                | 12 de maio de 1988     |
| Participações especiais: Lima Duarte como Deputado Pedro Pinto Canabrava, Cissa Guimarães como repórter, Marcos Wainberg como Isaque, Luiz Guilherme como Cantillo |                               |                                   |                                                      |                        |
| 3 | "O pai da moça"               | Roberto Talma                     | Euclydes Marinho                                     | 26 de maio de 1988     |
| Participações especiais: Tony Ramos como Ronald Miranda, Ernani Moraes como o médico que examina Giulia |                               |                                   |                                                      |                        |
| 4 | "Um banho de loja"            | Tarcísio Meira e Reynaldo Boury   | Antonio Carlos Fontoura                              | 9 de junho de 1988     |
| Participações especiais: Denise Bandeira como Keyla, Tonico Pereira como Pierre, Fúlvio Stefanini como Julinho Laureano, Dionísio Azevedo como Eládio Laureano, Elizabeth Hartmann como Lazzine Laureano |                               |                                   |                                                      |                        |
| 5 | "A mulher do Porsche lilás"   | José Carlos Pieri                 | Leopoldo Serran                                      | 23 de junho de 1988    |
| Participações especiais: Vera Fischer como Lucrécia, Domingos de Oliveira como Ronaldo, Cláudia Alencar como Luiza |                               |                                   |                                                      |                        |
| 6 | "Duas pérolas primitivas"     | Reynaldo Boury                    | Leopoldo Serran                                      | 14 de julho de 1988    |
| Participações especiais: Armando Bógus como Matias, Rodolfo Bottino como o avalista, Valter Santos como José, Henri Pagnoncelli como José Vaz de Caminha |                               |                                   |                                                      |                        |
| 7 | "As duas faces de Ava"        | José Carlos Pieri                 | Cassiano Gabus Mendes                                | 28 de julho de 1988    |
| Participações especiais: Mauro Mendonça como Ludovico Chagas, Oswaldo Loureiro como o diretor do banco, Simone Carvalho como Solange, Antônio Petrin como Giuseppe |                               |                                   |                                                      |                        |
| 8 | "O valor de um aperto de mão" | Antônio Calmon                    | Leopoldo Serran                                      | 11 de agosto de 1988   |
| Participação especial: Carlos Vereza como os gêmeos Rolando e Orlando Mendelson |                               |                                   |                                                      |                        |
| 9 | "Romance do triste viúvo"     | Tarcísio Meira                    | José Antônio de Souza                                | 25 de agosto de 1988   |
| Participações especiais: Cecil Thiré como Walter, Mauro Mendonça como Ludovico Chagas |                               |                                   |                                                      |                        |
| 10 | "Electra é o nome do avião"   | Jorge Fernando                    | Leopoldo Serran                                      | 8 de setembro de 1988  |
| Participações especiais: Tarcísio Filho como Fred, Lala Deheinzelin como Júlia, Cláudio Gaya como ele próprio |                               |                                   |                                                      |                        |
| 11 | "O grande golpe"              | José Carlos Pieri                 | Antonio Carlos Fontoura e Eduardo Corrêa (argumento) | 13 de outubro de 1988  |
| Participações especiais: Osmar Prado como Vavá, Flávio Migliaccio como Bereco, Gésio Amadeu como Catitu, Oswaldo Loureiro como o diretor do banco |                               |                                   |                                                      |                        |
| 12 | "O nome do santo"             | José Carlos Pieri                 | Não creditado                                        | 10 de novembro de 1988 |
| Participações especiais: Walmor Chagas como Pietro Masseroni, Antônio Petrin como Giuseppe, Marcus Vinícius, Julciléa Telles e Camilo Bevilacqua como clientes da cantina de Giuseppe |                               |                                   |                                                      |                        |
| 13 | "De volta às estrelas"        | Jorge Fernando                    | Antonio Carlos Fontoura e José Antônio de Souza      | 1 de dezembro de 1988  |
| Participações especiais: Isadora Ribeiro, Adriana Bôscoli, Deise Nunes, Maria Eugênia e Andrea Hetmanek como as mulheres de Aurora, Livia Mund como Luya, Lu Santanna como a namorada de Bruno, Luiz Carlos Buruca como o namorado de Ava, Denis Derkian como Tavito, Tarcísio Filho como Fred. Os jogadores de futebol Raí, Hamilton, Edivaldo, César e Gilmar, do São Paulo, também aparecem no episódio |                               |                                   |                                                      |                        |

## Exibição
Tarcísio & Glória foi exibida originalmente de 28 de abril até 1.º de dezembro de 1988, às quintas-feiras no horário das 21h30, inicialmente com episódios quinzenais entre abril e agosto, e por fim, com episódios mensais entre setembro e dezembro, alternando-se com outras atrações da faixa nobre da TV Globo. Entre os episódios 11 e 12 da série, nota-se um erro de continuidade relacionado aos personagens de Glória Menezes e Mário Lago, que atuam como se um já conhecesse o outro em "O grande golpe", e são apresentados um ao outro pelo personagem de Tarcísio Meira em "O nome do santo". Essa falha foi corrigida na reprise feita pelo Viva em 2021, quando o episódio 12 foi o nono a ser exibido, e o episódio 11 foi o penúltimo.
No dia da morte de Tarcísio Meira, 12 de agosto de 2021, a Globo reprisou o episódio piloto da série, "Uma mulher do outro mundo", que contou com uma introdução feita pela atriz Marieta Severo, que discursou:
Nós, hoje, nos despedimos de uma das maiores estrelas que já vimos brilhar: Tarcísio Meira. Meu colega, meu amigo… o ator do Brasil. A TV Globo faz agora um tributo ao legado de Tarcísio. Você vai assistir ao primeiro episódio da série "Tarcísio & Glória", dos anos 80, da qual eu também faço parte. Vamos nos divertir. Nos divertir com esse casal que tanto encantou o Brasil. A série "Ilha de Ferro", que seria exibida hoje, volta amanhã. Agora, vamos todos abraçar Tarcísio Meira.
A série também foi reprisada duas vezes pelo canal Viva, entre 19 de fevereiro e 13 de maio de 2012, aos domingos em episódios semanais às 20h, e entre 15 de agosto e 26 de setembro de 2021, em episódios duplos às 11h15, como homenagem póstuma ao ator Tarcísio Meira. Ao mesmo tempo, seus episódios também foram disponibilizados no catálogo do Globoplay.